# Calcochloris leucorhinus
Calcochloris leucorhinus är en däggdjursart som först beskrevs av Joseph Huet 1885.  Calcochloris leucorhinus ingår i släktet Calcochloris och familjen guldmullvadar. IUCN kategoriserar arten globalt som otillräckligt studerad.
Denna guldmullvad hittades i Kamerun, Centralafrikanska republiken, Kongo-Brazzaville, Kongo-Kinshasa och Angola och den har kanske ett större utbredningsområde. Arten lever i olika habitat i låglandet samt i bergsskogar.
De enstaka individer som blev uppmätt var 6 respektive 12,6 cm långa (huvud och bål). Arten har en mörkbrun till grå päls på ryggen och lite ljusare päls på undersidan. På nosen och över ögonen finns en krämfärgad region som liknar en ansiktsmask. Denna guldmullvad har ganska smala klor vid framtassarna. Den skiljer sig från andra arter av samma släkte i detaljer av tändernas konstruktion.
Nästan inget är känt om levnadssättet.

## Underarter
Arten delas in i följande underarter:
- C. l. leucorhinus
- C. l. cahni